# Malīj Maḩalleh (ort, lat 36,79, long 50,81)
Malīj Maḩalleh (persiska: Mollā Ḩājjī Maḩalleh, ملا حاجی محله, مليج محله, کند سرک) är en ort i Iran.   Den ligger i provinsen Mazandaran, i den norra delen av landet, 130 km norr om huvudstaden Teheran. Malīj Maḩalleh ligger 58 meter över havet och antalet invånare är 254.
Terrängen runt Malīj Maḩalleh är kuperad åt sydväst, men åt nordost är den platt.Runt Malīj Maḩalleh är det ganska tätbefolkat, med 116 invånare per kvadratkilometer. Närmaste större samhälle är Tonekābon, 6,0 km nordost om Malīj Maḩalleh. I omgivningarna runt Malīj Maḩalleh växer i huvudsak blandskog.